# Stentorpsmyren-Svarthagen
Stentorpsmyren-Svarthagen este o arie protejată (arie specială de conservare — SAC, sit de importanță comunitară — SCI) din Suedia întinsă pe o suprafață de 4,3 ha, integral pe uscat.

## Localizare
Centrul sitului Stentorpsmyren-Svarthagen este situat la coordonatele 58°19′04″N 15°02′50″E / 58.3179°N 15.0473°E.

## Înființare
Situl Stentorpsmyren-Svarthagen a fost declarat sit de importanță comunitară în iulie 2000 pentru a proteja 2 specii de animale. Situl a fost protejat și ca arie specială de conservare în martie 2011.

## Biodiversitate
Situată în ecoregiunea boreală, aria protejată conține 2 habitate naturale: Pajiști cu Molinia pe soluri calcaroase, turboase sau argilos-nămoloase (Molinion caeruleae), Mlaștini alcaline.
La baza desemnării sitului se află mai multe specii protejate de  nevertebrate (2): Vertigo angustior, Vertigo geyeri.